# تورکویوک، هایمانا
تورکویوک، هایمانا (به لاتین: Türkhüyük, Haymana) یک منطقهٔ مسکونی در ترکیه است که در هیمنه واقع شده‌است.